# Peter Roesch (Architekt)
Peter Roesch (* 30. August 1929 in Leipzig; † 24. September 2018 in Lincoln Park, Chicago) war ein deutschamerikanischer Architekt.
Peter Roesch wuchs in Leipzig auf. Nach dem Zweiten Weltkrieg studierte er unter anderem in Hamburg und kam als Fulbright-Stipendiat in die USA. Er studierte Architektur am Illinois Institute of Technology (IIT) und war Schüler von Ludwig Mies van der Rohe. Er kehrte zunächst nach Deutschland zurück, arbeitete dann ab den 1950er Jahren für Skidmore, Owings and Merrill und lehrte 35 Jahre lang an der IIT School of Architecture. Unter anderem führte er mit James Hammond das Büro Hammond and Roesch, ab 1971 hatte er alleine ein Atelier.
Er war 54 Jahre verheiratet mit Vibeke "Biba" Roesch.

## Bauten (Auswahl)
- BMO Harris Bank in Villa Park (1964)
- Hauptsitz der Episcopal Diocese of Chicago (65 E. Huron, Chicago; 1969)